# Vinterdubbelfotingar
Vinterdubbelfotingar (Chordeumatida) är en ordning av mångfotingar. Vinterdubbelfotingar ingår i klassen dubbelfotingar, fylumet leddjur och riket djur. Enligt Catalogue of Life omfattar ordningen Chordeumatida 1046 arter. 

## Dottertaxa till vinterdubbelfotingar, i alfabetisk ordning[1][2]
- Adritylidae
- Altajellidae
- Anthogonidae
- Anthroleucosomatidae
- Apodigona
- Apterouridae
- Attemsiidae
- Biokoviellidae
- Brachychaeteumatidae
- Brachytropisoma
- Branneriidae
- Caseyidae
- Chamaesomatidae
- Chordeumatidae
- Cleidogonidae
- Conotylidae
- Craspedosomatidae
- Diplomaragnidae
- Entomobielziidae
- Eudigonidae
- Euzonus
- Ghilarovia
- Golovatchiidae
- Haaseidae
- Haasiidae
- Haplobainosomatidae
- Heterochordeumatidae
- Heterolatzeliidae
- Hoffmaneumatidae
- Kashmireumatidae
- Lankasomatidae
- Lusitaniosomatidae
- Macrochaeteumatidae
- Marboreuma
- Mastigophorophyllidae
- Megalotylidae
- Metopidiotrichidae
- Neoatractosomatidae
- Niphatrogleuma
- Niponiosomatidae
- Opisthocheiridae
- Origmatogonidae
- Peterjohnsiidae
- Pygmaeosomatidae
- Rhiscosomididae
- Speophilosomatidae
- Striariidae
- Tingupidae
- Trachygonidae
- Trichopetalidae
- Urochordeumatidae
- Vandeleumatidae
- Verhoeffiidae